# 松下元

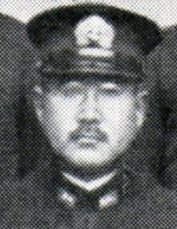
松下元

松下 元（まつした はじめ、1884年〈明治17年〉8月10日 - 1953年〈昭和28年〉12月1日）は、日本の海軍軍人。最終階級は海軍中将。「五省」の考案者。

## 経歴
福岡県出身。松下丈吉の長男として生れる。中学明善校を経て、1903年12月、海軍兵学校（31期）を卒業し、翌年9月、海軍少尉任官。日露戦争では「松島」乗組として出征し、日本海海戦では「八雲」乗組であった。1910年5月、海軍砲術学校高等科を卒業。「高雄」砲術長、「薩摩」分隊長、第1艦隊参謀などを歴任し、1914年5月、海軍大学校（甲種12期）を卒業した。
「阿蘇」砲術長、艦政局局員、イギリス出張、第4戦隊参謀などを経て、1921年1月、海相秘書官兼副官となり、加藤友三郎大臣に仕えた。「天龍」艦長、海軍省人事局第1課長、「金剛」艦長などを歴任し、1927年12月、海軍少将に進級。
人事局長、第3戦隊司令官を経て、海兵校長となり「五省」を発案した。1932年12月、海軍中将となり、練習艦隊司令官、舞鶴要港部司令官となり、臨時編成された第四艦隊の司令長官在職中第四艦隊事件が発生した。その後佐世保鎮守府司令長官などを歴任し、1937年3月、予備役に編入された。
終戦後の1947年11月、公職追放の仮指定を受けた。

## 栄典
位階
- 1904年（明治37年）10月10日 - 正八位[2]

勲章等
- 1912年（明治45年）5月24日 - 勲五等瑞宝章[3]
- 1940年（昭和15年）8月15日 - 紀元二千六百年祝典記念章[4]